# كفر عوض سليمان
قرية كفر عوض سليمان هي إحدى القرى التابعة لمركز الإبراهيمية في محافظة الشرقية في جمهورية مصر العربية. حسب إحصاءات سنة 2006، بلغ إجمالي السكان في كفر عوض سليمان 1310 نسمة، منهم 711 رجل و599 امرأة.